# Bačov (přírodní památka)
Bačov je přírodní památka přibližně jeden kilometr severozápadně od vesnice Bačov u Boskovic v okrese Blansko. Oblast spravuje AOPK Brno.

## Předmět ochrany
Důvodem ochrany je ojedinělé paleontologické naleziště krytolebců (stegocepalus) v opuštěném lomu nacházející se v zalesněné stráni Bačovského kopce. Obecněji se zde nachází jedno z nejlépe známých a snadno přístupných nalezišť permské fauny z řad obratlovců na Moravě.
Do oblasti památky se dá snadno dostat po polní cestě vedoucí od silnice Vísky–Sudice.

## Geologie
Podloží je tvořeno permokarbonskými břidlicemi, které vystupují na povrch a dříve bývaly těženy ve třech malých lomech.

## Flóra
Území přírodní památky je pokryté listnatým lesem s převahou dubu (Quercus) s příměsí habru (Carpinus), javoru babyky (Acer campestre) a jilmu habrolistého (Ulmus minor).
V bylinném patře roste například zvonek broskvolistý (Campanula persicifolia), prvosenka jarní (Primula veris), hrachor černý (Lathyrus niger), jaterník podléška (Hepatica nobilis), plamének přímý (Clematis recta), jetel alpínský (Trifolium alpestre), kakost krvavý (Geranium sanguineum) a pryšec mnohobarvý (Euphorbia epithymoides).
Z keřů lze najít růži galskou (Rosa gallica).

## Fotogalerie

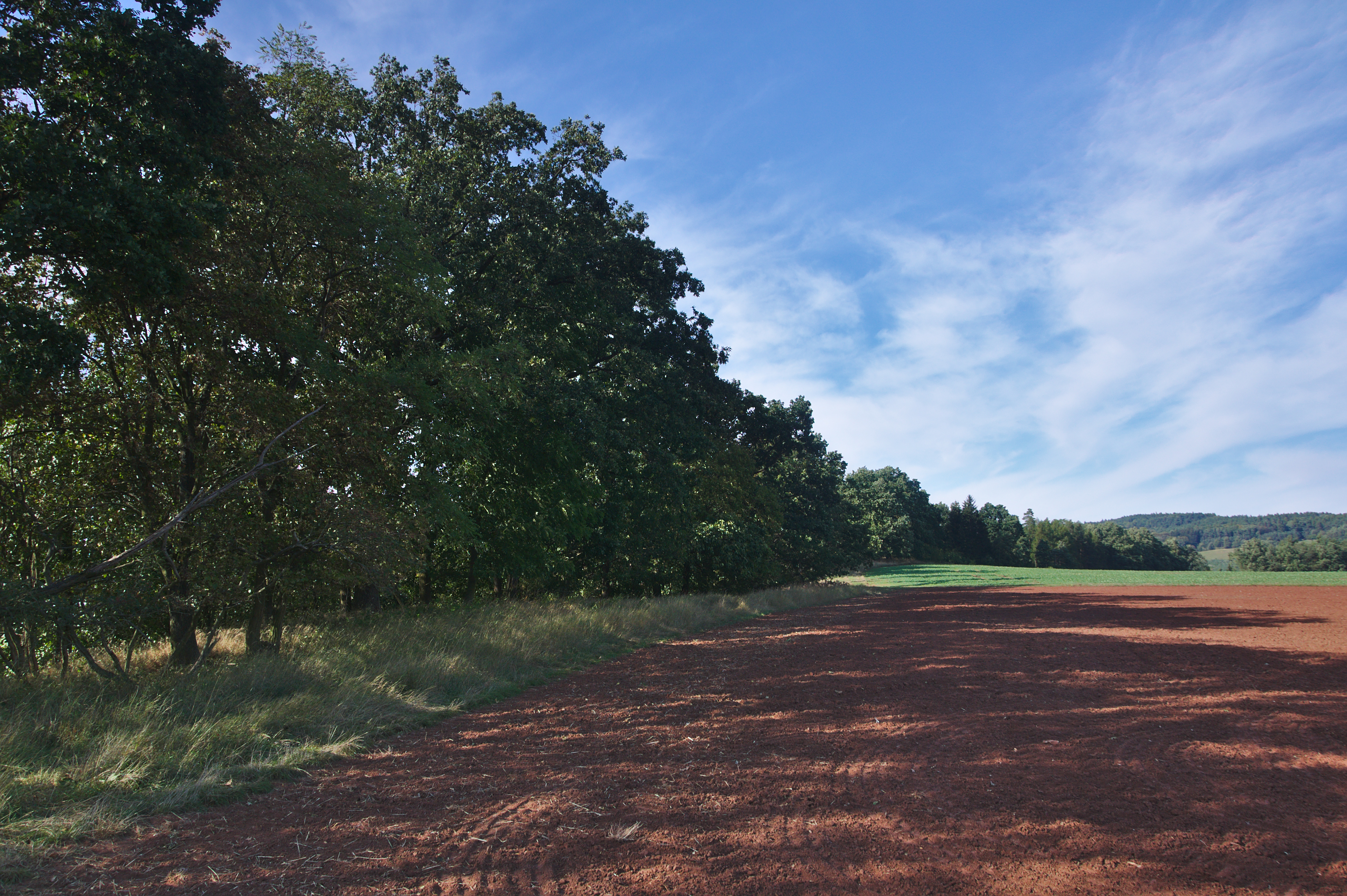
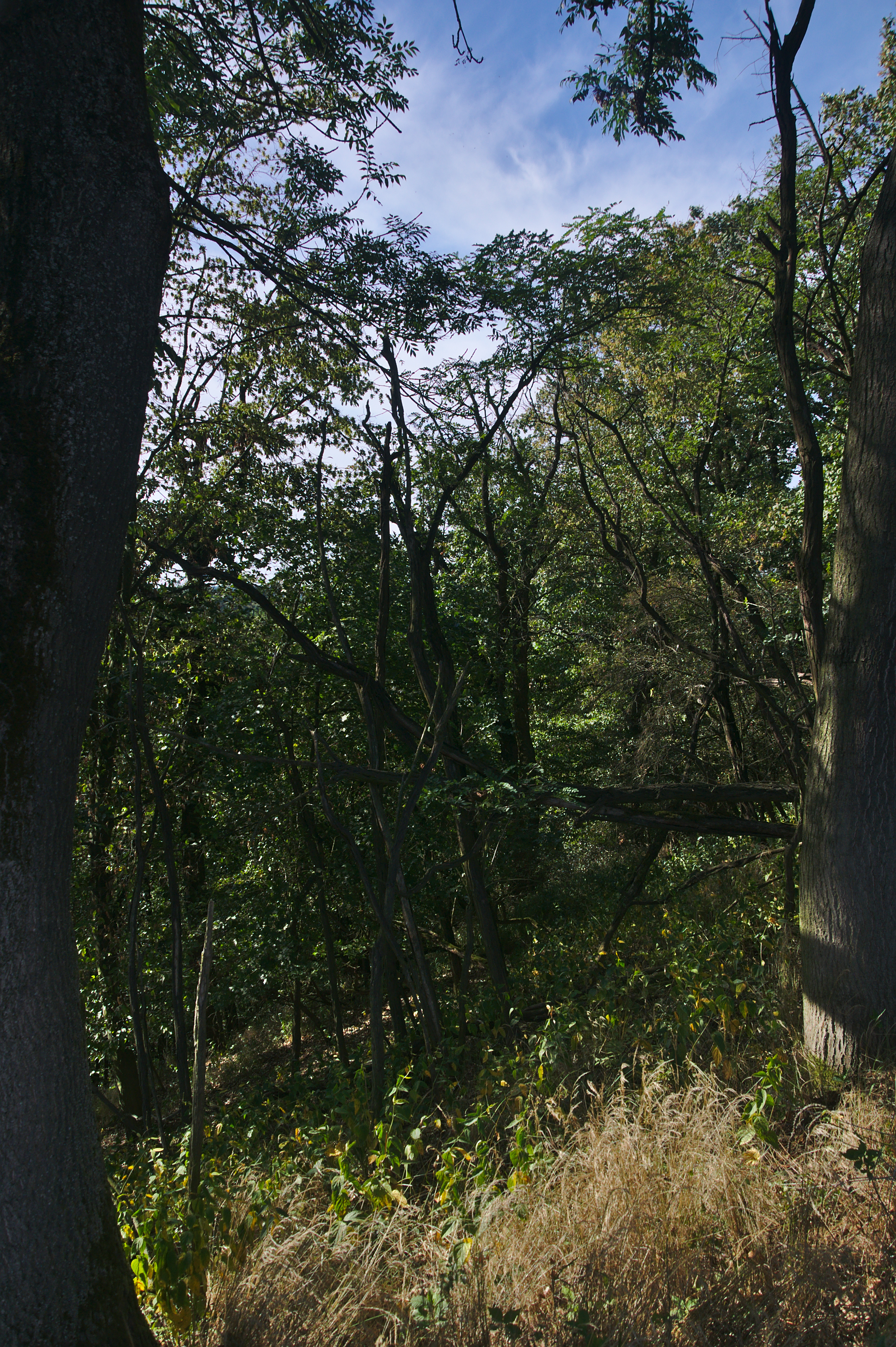
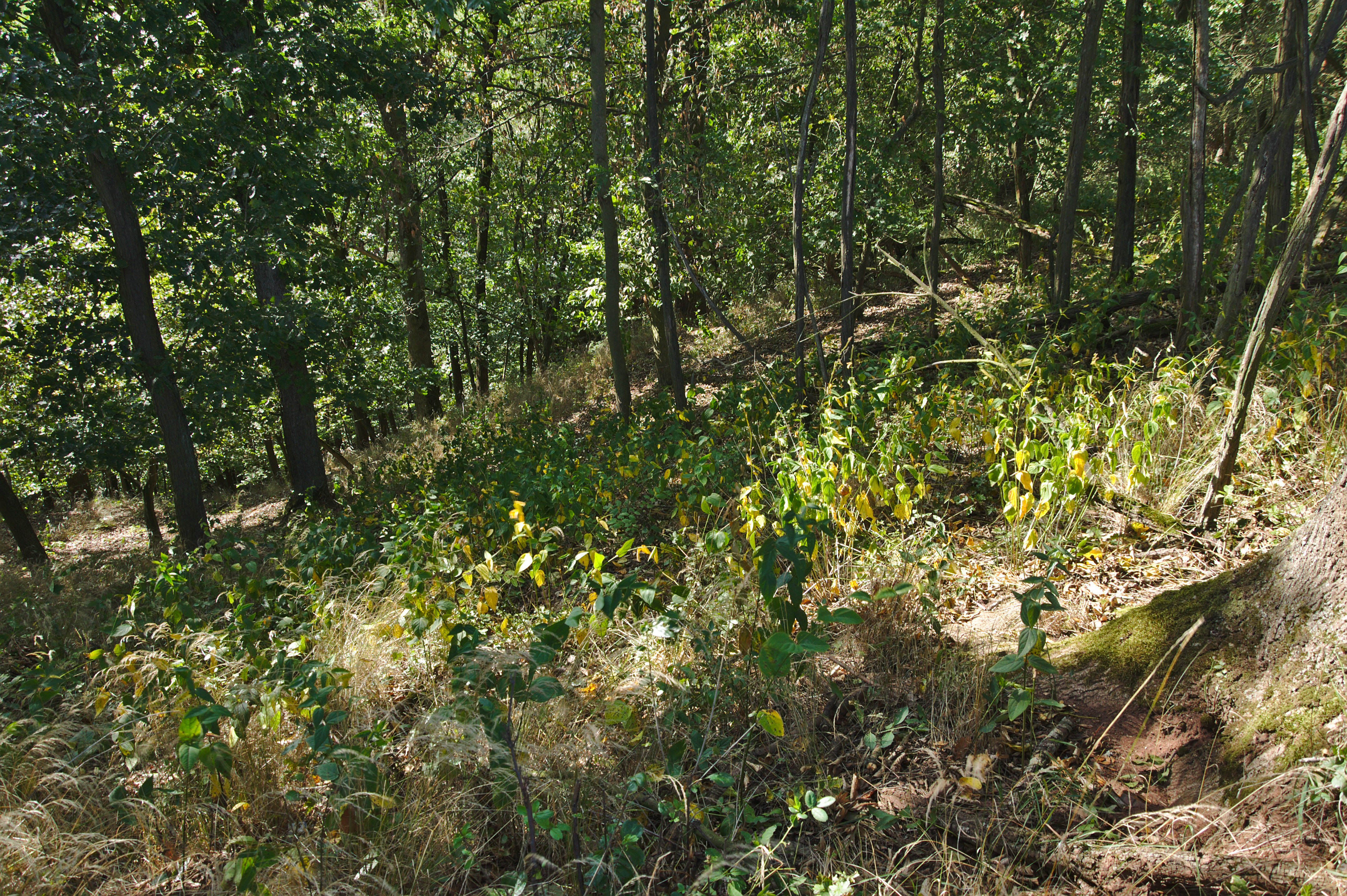
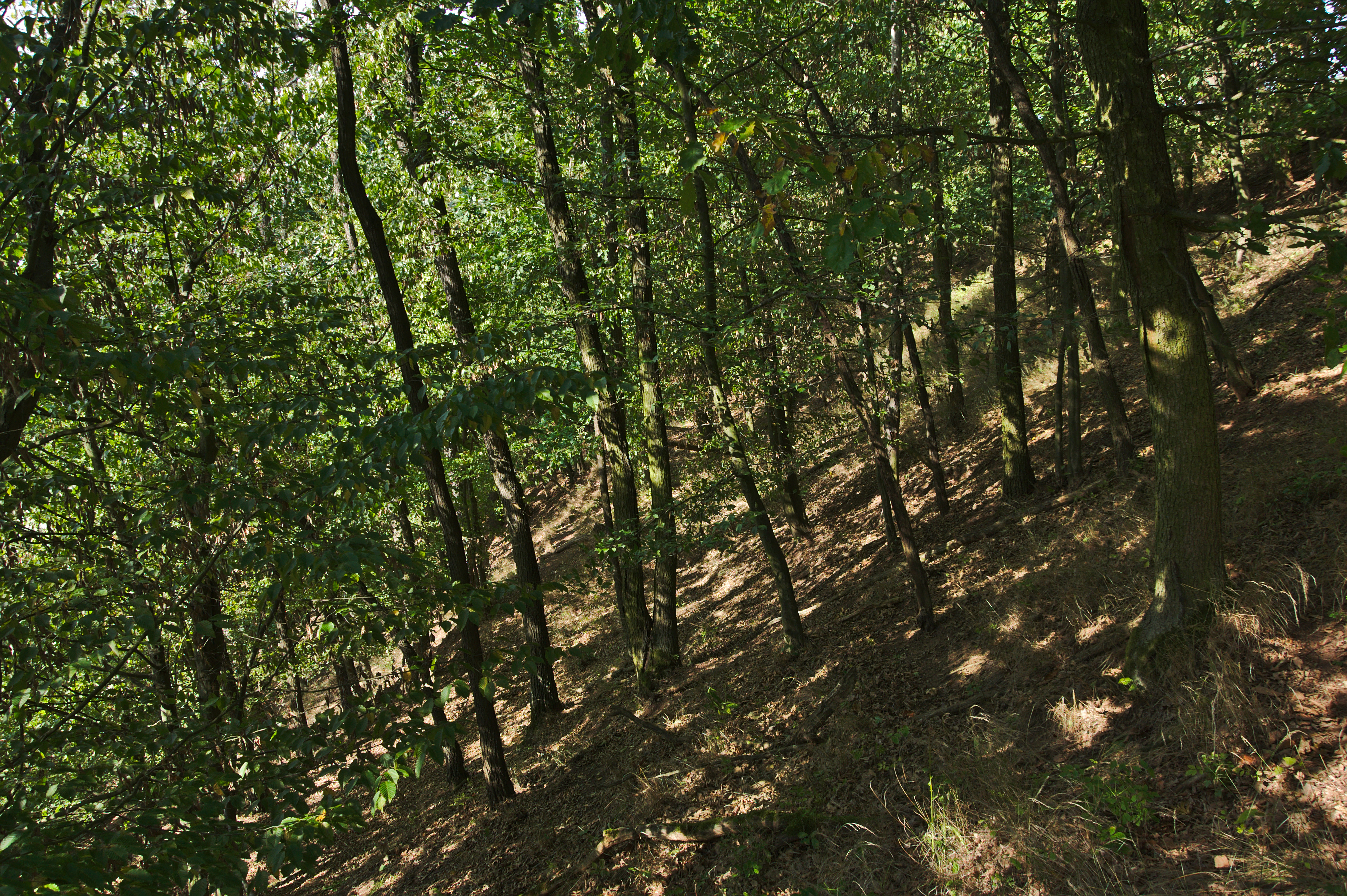
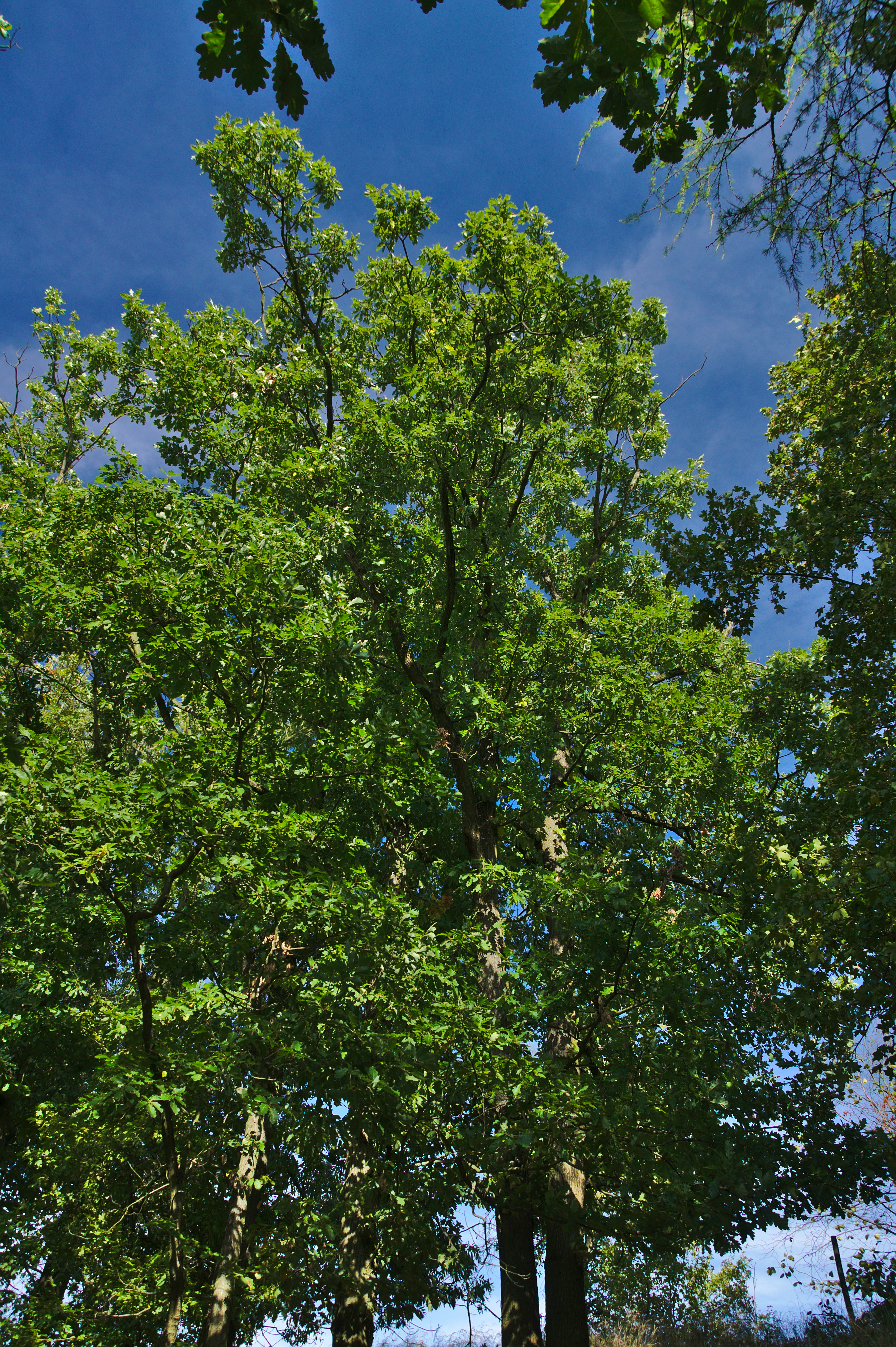
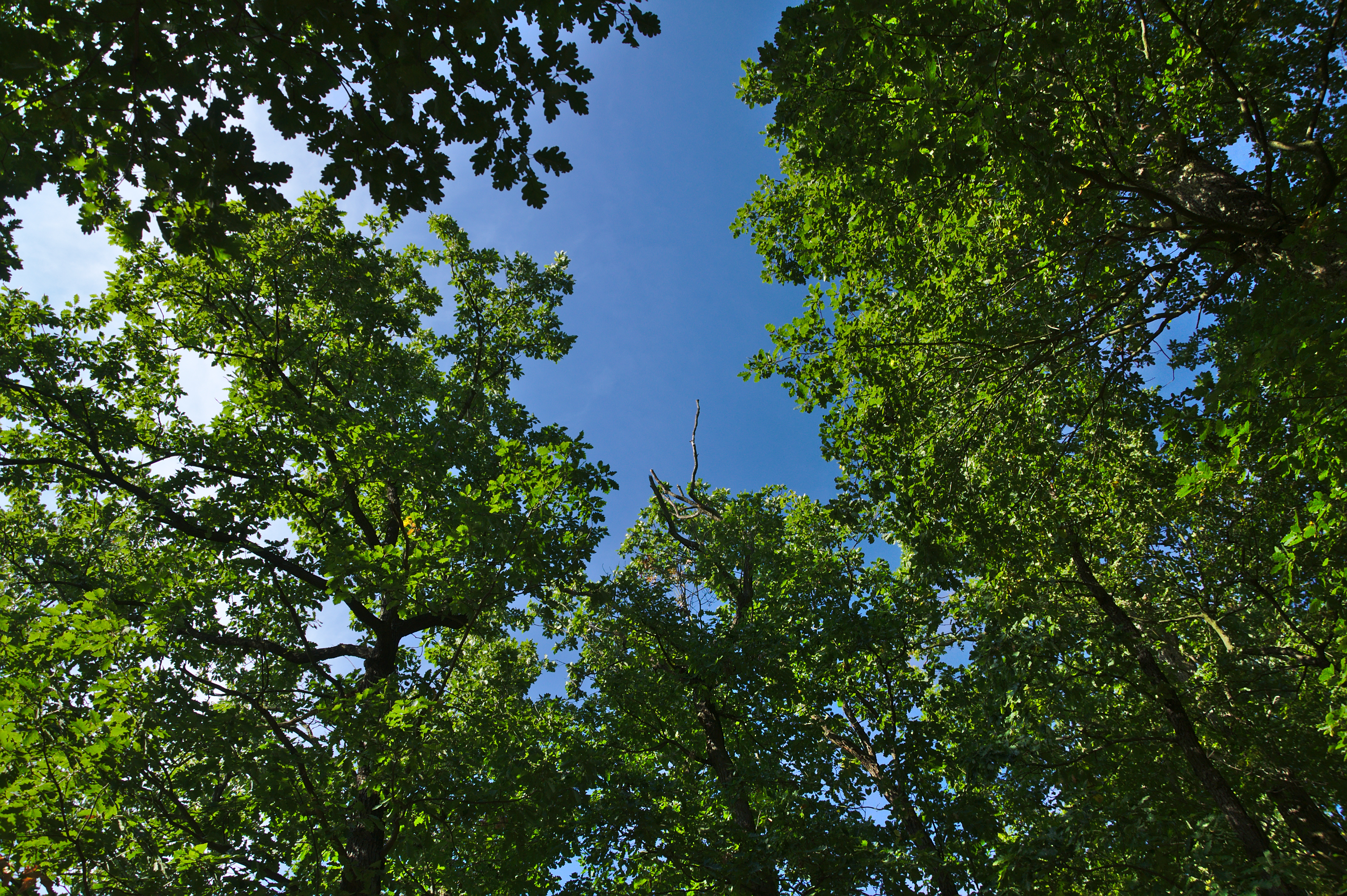
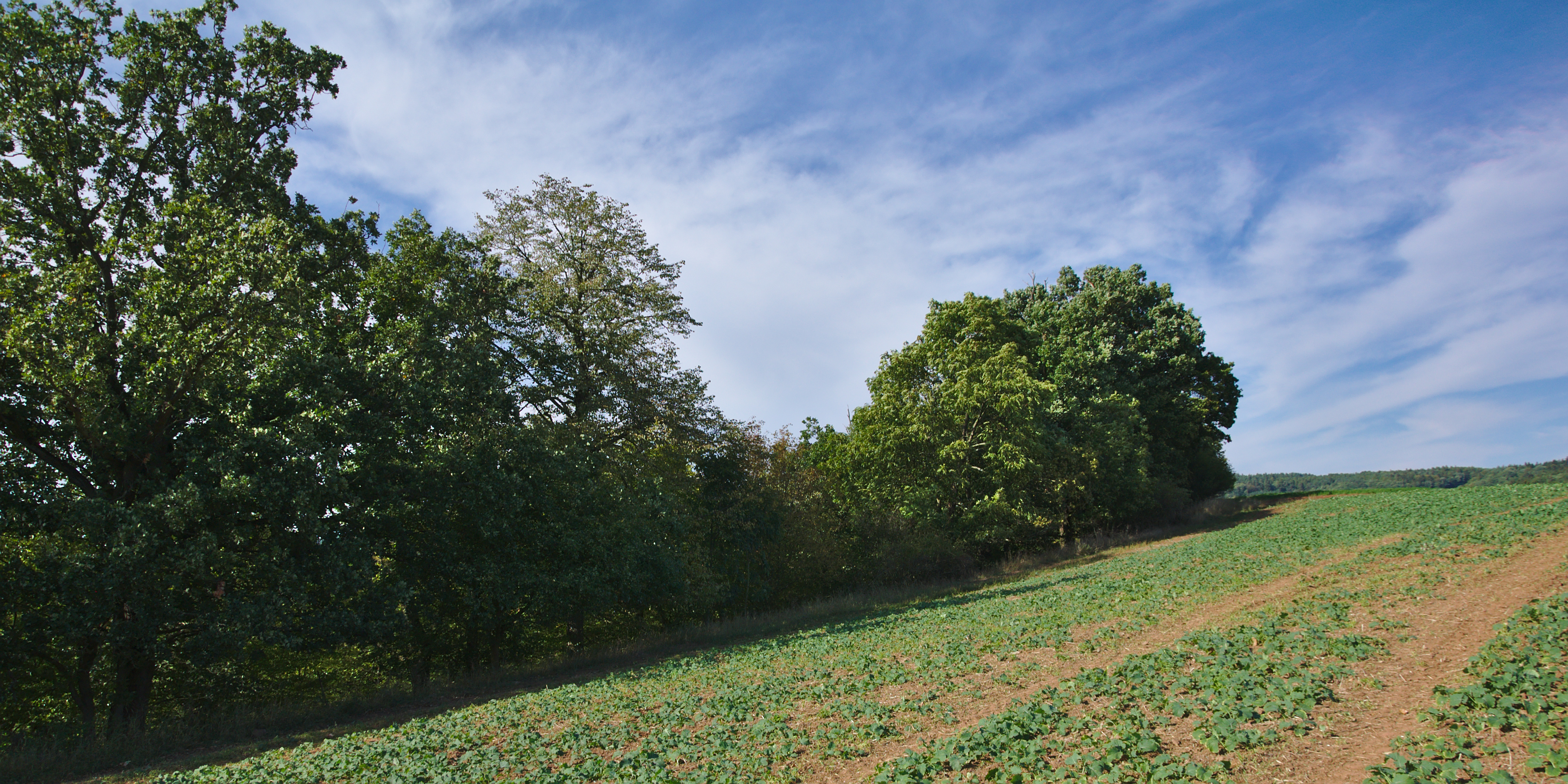